# حرب الخلافة الجاوية الأولى
كانت حرب الخلافة الجاوية الأولى صراعًا بين السلطان أمانكورات الثالث سلطان ماتارام وشركة الهند الشرقية الهولندية التي دعمت مطالبة عم السلطان الأمير بوجر بالعرش.
توفي أمانكورات الثاني في عام 1703 وخلفه لفترة قصيرة ابنه أمانكورات الثالث. اعتقد الهولنديون أنهم عثروا على عميل أكثر موثوقية في عمه الأمير بوجر. ازدادت التوترات عندما اتُهم أمانكورات بتوفير ملجأ للمتمرد أونتنغ سورباتي. اتهم الأمير بوجر أمانكورات أمام الهولنديين بالتخطيط لانتفاضة في جاوة الشرقية. على عكس الأمير بوجر، ورث أمانكورات الثالث صلة الدم مع حاكم سورابايا جانجرانا الثاني من أمانكورات الثاني وقد أعطى هذا مصداقية قوية للادعاء بأنه تعاون مع أونتنغ سورباتي على تمرد فيما يُعرف الآن باسوروان. أقنع تشكرانينرات الثاني حاكم مادورا -الحليف الأكثر ثقة في شركة الهند الشرقية الهولندية- الهولنديين بدعم الأمير بوجر. حصل الأمير بوجر على لقب باكوبوانا الأول عند إرتقاءه العرش في يونيو 1704.
جنبا إلى جنب مع الهولنديين، هزم باكوبوانا أمانكورات الذي فر إلى الشرق وحصل على اللجوء من سوراباتي الذي أقام مملكته الخاصة. استمرت الحرب لمدة خمس سنوات قبل أن يتمكن الهولنديون من تنصيب باكوبوانا. في أغسطس 1705، استولت قوات باكوبوانا الأول وقوات شركة الهند الشرقية الهولندية على كارتاسورا دون مقاومة من أمانجكورات الثالث، التي عادت قواته جبانة عندما وصل العدو إلى أونغاران. تم سحق قوات سوراباتي في بانجيل، بالقرب من باسوروان، من قبل تحالف شركة الهند الشرقية الهولندية، كارتاسورا ومادورا في 1706.
تم استدعاء جانجرانا الثاني، الذي كان يميل إلى جانب أمانكورات الثالث ولم يقدم أي مساعدة للاستيلاء على بانجيل، لتقديم نفسه أمام باكوبوانا الأول وقتل هناك بناءً على طلب شركة الهند الشرقية الهولندية في العام نفسه. هرب أمانكورات الثالث إلى مالانغ برفقة أحفاد سوراباتي وقواته المتبقية ولكن مالانغ كانت حينها أرضًا خالية من السكان والتي لن تقدم مجدًا مناسبًا للملك. لذلك، على الرغم من أن العمليات المتحالفة مع الجزء الشرقي من جافا في 1706–1708 لم تحقق الكثير من النجاح من الناحية العسكرية، استسلم الملك الساقط في عام 1708 بعد إغرائه بوعود الأسرة (لونغوه) والأرض، لكنه تم نفيه لسيلان جنبا إلى جنب مع زوجاته وأولاده.